# Klossia tellinae
Klossia tellinae is een soort in de taxonomische indeling van de Myzozoa, een stam van microscopische parasitaire dieren. Het organisme komt uit het geslacht Klossia en behoort tot de familie Adeleidae. Klossia tellinae werd in 1979 ontdekt door Buchanan.